# Kapszid

A citomegalovírus felépítése

A kapszid a vírus külső fehérjeburka, amely a genomját, a DNS-ből vagy RNS-ből álló genetikai anyagát veszi körbe. Kisebb alegységekből, kapszomerekből tevődik össze, amelyek egy vagy több fehérjéből állhatnak.
Alakjuk többféle lehet. A vírusok többségének kapszidja vagy helikális (hosszú henger, amelyet csigavonalszerűen egymáshoz kapcsolódó kapszomerek alkotnak) vagy szférikus (valójában ikozaéder vagy annak változata) szerkezetű. Egyes vírusok, mint pl. a bakteriofágok bonyolultabbak, a gazdasejthez való kapcsolódást segítő struktúrák épülnek az alapkapszidhoz.  Az ikozaéder oldalai egy- vagy többféle fehérjéből épülhetnek fel, például a száj- és körömfájás vírusának kapszidja háromféle (VP1-3) proteinből áll.
Egyes vírusok a kapszidon felül külső lipidburokkal is rendelkeznek; ez a gazdasejt valamelyik membránjából (sejthártyából, maghártyából, vagy a Golgi-apparátus lipidhártyjából) származik.

## Alakja

### Ikozaéder

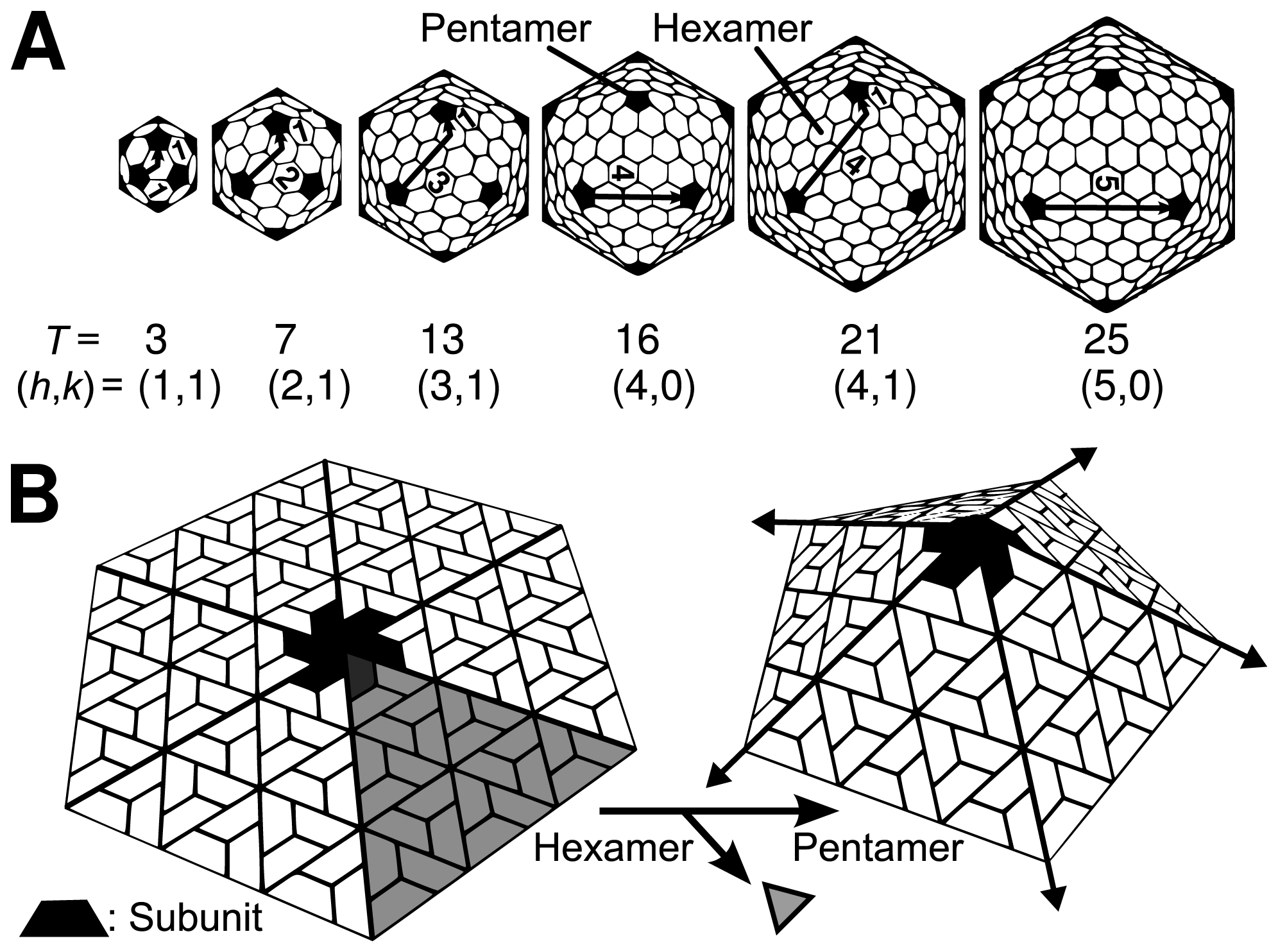
A T-szám és a kapszidszimmetria kapcsolata

Az ikozaéder a legegyszerűbb forma, amely egyforma alegységekből építhető fel és nincsenek kihasználatlan belső sarkai. Nagyon gyakori a vírusok között, de igen sok méret- és felépítésbeli változattal találkozhatunk. Az ikozaéder 12 csúcsán ötsugaras (az éleknek megfelelően) szimmetriájú pentamer alegységek találhatóak, míg a nagyobb kapszidok sík falait hatoldalú hexamerek építik fel. A legegyszerűbb ikozaéder-szerkezet 12 pentamerből tevődik össze és mivel ezek öt fehérjéből (vagy fehérjekomplexből állnak) az alegységek minimális száma 60. A legtöbb vírus azonban nagyobb ennél és a fix 12 pentamer mellett változó számú hexamerből építi fel kapszidja falsíkjait. Ennek geometriai osztályozását Donald Caspar és Aaron Klug dolgozta ki az 1960-as években.
A pentamerek és hexamerek arányát az ún T-szám (triangulációs, háromszögelési szám) határozza meg. A T-számot a következő képletből számolják:
{\displaystyle T=h^{2}+h\cdot k+k^{2}} = {\displaystyle (h+k)^{2}-hk}
ahol {\displaystyle h\geq k}, h és k pedig azoknak a lépéseknek a száma az adott koordinátaegyeneseken, amivel az ikozaéder háromszögletű oldalán az egyik csúcstól a másikig el tudunk jutni. Például a csak pentamerekből álló kapszid esetén (h,k)=(1,0) és T=1, míg a legegyszerűbb, hexamereket is tartalmazó kapszidnál egyet kell lépnünk az egyik, még egyet pedig a másik irányba, vagyis (h,k)=(1,1), T=3 (lásd az ábrát). Minél nagyobb a T-szám, annál több a hexamer a pentamerekhez képest. Ez az osztályozás a legtöbb vírusra alkalmazható, bár vannak kivételek, például a retrovírusok, ahol a gyakori mutációk megtörhetik a kapszid szimmetriáját.
A bakteriofágoknál gyakori, hogy az eredeti ikozaéderes forma az egyik tengelyen megnyúlik és egy mindkét oldalán lezárt rövid, szögletes csövet alkot. A cső 10 háromszögből áll, amelyek szerkezete eltér a "fedőétől". A fedők továbbra is osztályozhatóak a T-szám alapján.

### Helikális
A pálca vagy fonál alakú vírusok kapszidja jellemzően helikálisan egymáshoz kapcsolódó alegységekből áll. Szimmetriáját a menetemelkedés adja meg a P=μ x ρ képlet alapján, ahol P a menetemelkedés, μ az alegységek száma a kanyarulatban, ρ pedig a tengely szerinti emelkedés alegységenként. Az ikozaéderes szerkezettel szemben a helikális nyitott, vagyis újabb alegységek hozzáadásával tetszés szerint bővíthető a belső tér és a genom hossza. A legjobban tanulmányozott ilyen vírus a dohánymozaikvírus, amelynek egyszálú RNS-ből áll a genomja. Minden egyes kapszidfehérje a genom három nukleotidjához kapcsolódik.

## Szerepe
A kapszid elsődleges funkciója a genom védelme a fizikai és kémiai behatásokkal szemben (pH- és hőmérsékletváltozások, nukleinsavbontó enzimek). Az orális úton a szervezetbe kerülő vírusok esetében ellenállónak kell lennie a gyomor és bélrendszer fehérjeemésztő enzimeivel szemben is. Emellett, ha a vírusnak nincs külső lipidburka, a kapszid kapcsolódik a gazdasejt külső receptoraihoz, vagyis meghatározza, hogy a vírus milyen sejteket fertőzhet meg. A sejtbe bekerülve a kapszid fellazul, majd szétesik. Ennek különböző előidéző okai lehetnek, például a lipidburokkal nem rendelkező vírusokat a sejt endocitózissal veszi fel és egy emésztővakuólumba, endoszómába kerülnek, ahol az alacsony pH megindítja a kapszid ferjéinek konformációs változását és a kapszid szétesését.

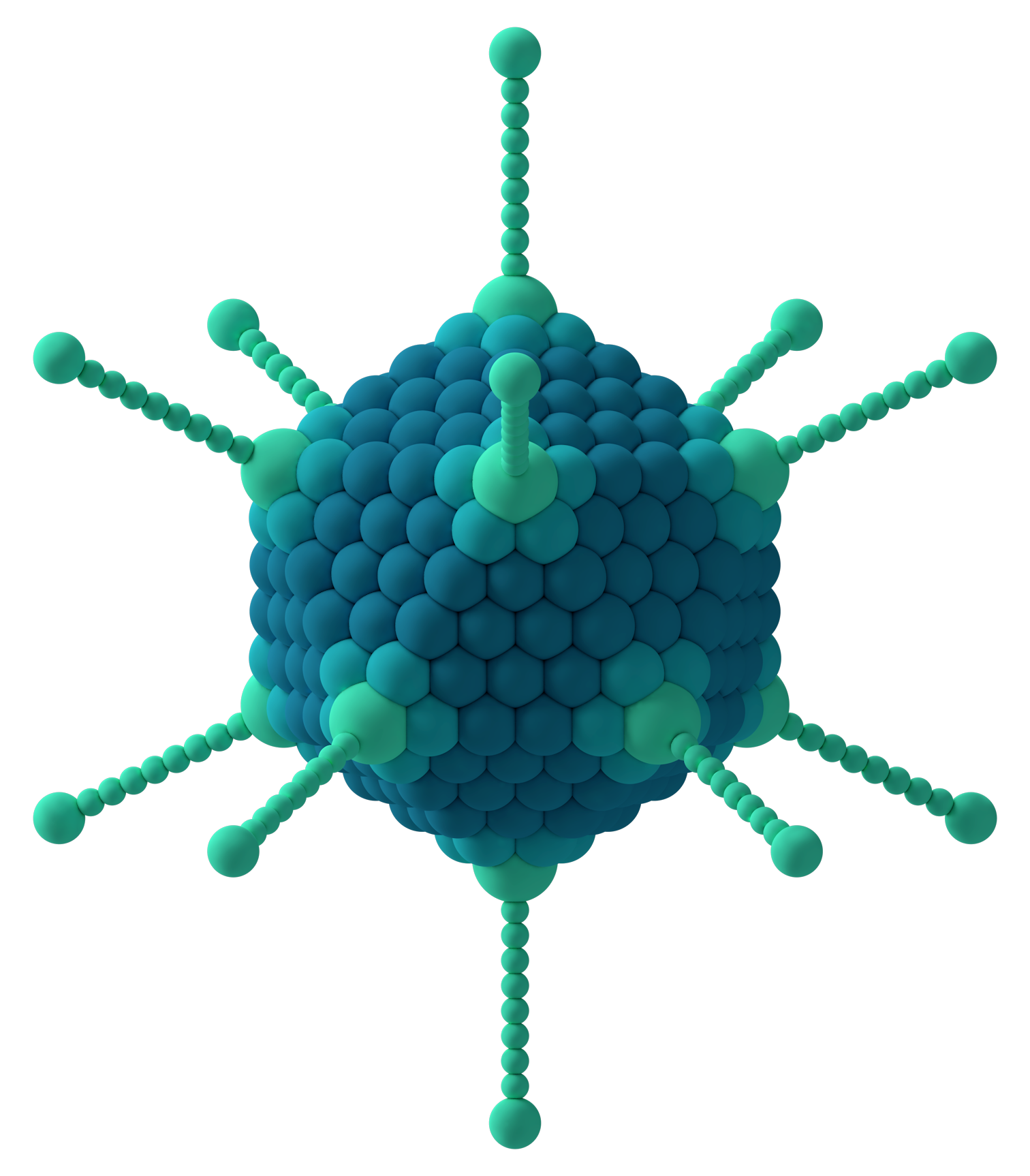
Adenovírus ikozaéder formájú kapszidja
Bakteriofág szerkezete
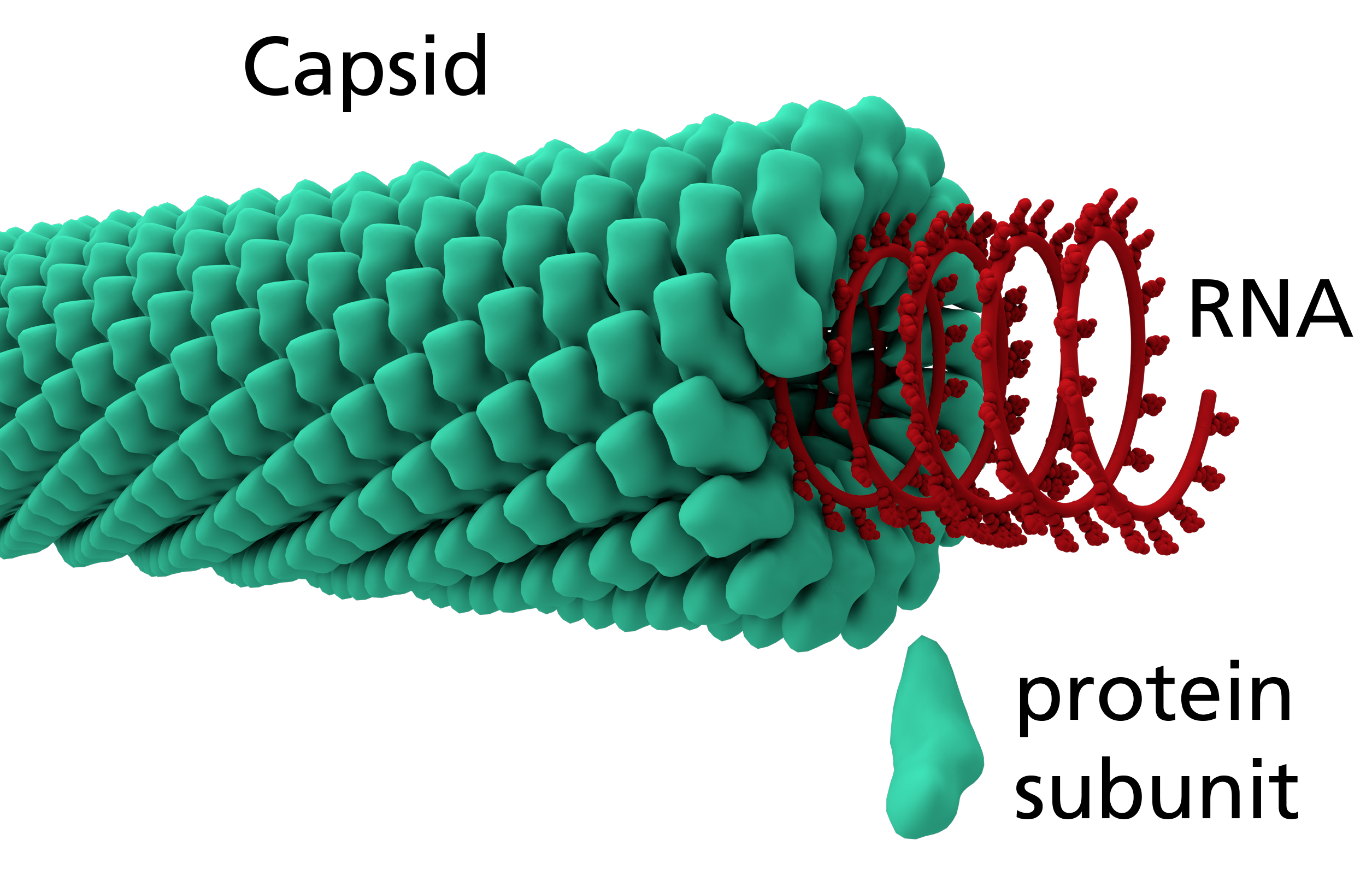
Helikális víruskapszid háromdimenziós modellje

## Fordítás
- Ez a szócikk részben vagy egészben  a   Capsid című angol Wikipédia-szócikk ezen változatának fordításán alapul.  Az eredeti cikk szerkesztőit annak laptörténete sorolja fel. Ez a jelzés csupán a megfogalmazás eredetét és a szerzői jogokat jelzi, nem szolgál a cikkben szereplő információk forrásmegjelöléseként.